# Villa Francescatti
La villa e giardino Francescatti si trovano nella zona nord di Verona, alle pendici del colle San Pietro.

## Storia
La villa si trova alle pendici di colle San Pietro, la sua costruzione risale al XVI secolo. Originariamente il complesso era coperto dagli alberi, ma da un dipinto sappiamo che il timpano della facciata era merlato, sullo stile delle ville venete del quattrocento.  
La villa, insieme al giardino ed al parco passarono a varie famiglie, infine divennero dei Francescatti: l'edificio fu ristrutturato e ricostruito più volte, ma l'importanza del giardino e del parco non è mai venuta meno. Alla morte degli ultimi padroni, la villa è però rimasta abbandonata, subendo vari danni: il cedimento di parte del tetto, porte e finestre semidistrutte, ed il giardino in abbandono. La struttura venne restaurata nel 1978 grazie a contributi finanziari da parte della Banca Popolare di Verona, ed oggi è adibita ad ostello della gioventù. Oggi fanno parte del complesso oltre alla villa principale, al giardino ed al parco, anche altri tre edifici minori. 
Il parco è ritenuto uno dei più belli di Verona, insieme al giardino Giusti. Copre un'area di ben 5000 m², e presenta molte piante, soprattutto ad alto fusto, inoltre è stato risistemato il giardino all'italiana.

## Descrizione
Il giardino è stato sistemato su varie terrazze, disposte sul colle San Pietro, a fianco del Teatro Romano, ed era dotato molte di serre che accoglievano piante rare. Sia il parco che le serre sono state disposte su terrazze poiché in età romana buona parte del colle era stato terrazzato. Questi terrazzamenti erano stati predisposti nel I secolo a.C., durante la costruzione del Teatro Romano, quando venne modificato in modo da diventare la cornice del teatro, posto ai suoi piedi. Sopra il teatro si trovavano tre terrazze, che culminavano in una spianta (dove era stato costruito un tempio), ma buona parte del colle venne terrazzata, divenendo una enorme giardino. Queste terrazze vennero risistemate verso nel XV secolo, e proprio sopra una di queste venne costruita la villa.